# بوبي سميث (لاعب كرة قدم بريطاني)
بوبي سميث (بالإنجليزية: Bobby Smith)‏ (14 مارس 1944 في المملكة المتحدة - ) هو مدرب كرة قدم ولاعب كرة قدم بريطاني في مركز مهاجم داخلي. لعب مع برايتون أند هوف ألبيون وسكونثورب يونايتد وغريمسبي تاون ومانشستر يونايتد ونادي بوري ونادي هارتلبول يونايتد ونادي تشستر سيتي.

## وصلات خارجية
- بوبي سميث على موقع قاعدة بيانات كرة القدم.إي يو (الإنجليزية)
- بوبي سميث على موقع Soccerbase.com (مدرب) (الإنجليزية)